# Фриц, Доминик
Доминик Самуэль Фриц (нем. Dominic Samuel Fritz; род. 28 декабря 1983, Лёррах, Баден-Вюртемберг) — румынский политический и государственный деятель, примар Тимишоары (с 2020).

## Биография
Родился 28 декабря 1983 года в Лёррахе, Баден-Вюртемберг, Западная Германия, в учительской семье. В 1999 году стипендия от Бундестага позволила ему совершить поездку в США, а спустя четыре года он сдал аттестацию в иезуитской коллегии и в том же году впервые приехал в Тимишоару в рамках совместного визита с европейскими волонтёрами-иезуитами, где он работал в детском хосписе. С тех пор он регулярно посещал город несколько раз в год, а в 2015 году приобрёл квартиру в районе Иосефин.
Кроме того, с 2004 по 2008 год Фриц изучал политические науки в Констанцском университете, а в 2009 году получил степень магистра в области постконфликтных исследований в Йоркском университете.

## Карьера
С 2009 по 2019 год Фриц был членом партии «Союз 90/Зелёные» и работал в её городском отделении Франкфурта-на-Майне, принимая участие в организации её кампаний по выборам в местные органы власти. Кроме того, с 2016 по 2019 год он был советником бывшего президента Германии Хорста Кёлера.
На фоне протестов в Румынии в 2017—2019 годах он вступил в либеральную партию «Союз спасения Румынии», которая выдвинула его кандидатом на предстоящих местных выборах в Тимишоаре, где ему удалось набрать 53,25% голосов. 30 октября 2020 года Фриц принёс присягу в одном из концертных залов городской филармонии. 
В 2021 году Фриц был избран главой городского отделения «Союза спасения Румынии» Тимишоары, после чего он дважды исполнял обязанности лидера партии с 10 по 26 июня 2024 года и с 5 мая 2025 года.

## Личная жизнь
С 2021 года Фриц женат на Ижань Лин, бывшей сотруднице ООН китайского происхождения, с которой у него есть дочь Майя. Они проживают в районе Элисабетин в Тимишоаре.
Помимо родного немецкого языка, Фриц свободно владеет румынским, английским и французским языками. Кроме того, он является практикующим католиком.